# Landvogt der Uckermark
Der Landvogt war der höchste landesherrliche Amtsträger in der Uckermark vom 14. bis zum 18. Jahrhundert.

## Geschichte
Von 1362 ist die erste Erwähnung eines Vogtes für die Uckermark bekannt, danach dann wieder seit etwa 1420. Die Landvögte waren die höchsten Beauftragten der brandenburgischen Kurfürsten in dieser Landschaft. Ihr „Machtbereich (…) erstreckte sich über Militär-, Finanz-, Polizei- und Gerichtswesen. Die Landvögte hatten in ihren Landschaften die Beaufsichtigung der gesamten Verwaltung.“ Sie wurden jeweils vom Landesherren eingesetzt und waren auch öfter in dessen Gefolge außerhalb der Uckermark anwesend.
Seit etwa 1530 bis 1611 war ihr Sitz das Schloss Boitzenburg. Seit dem 16. Jahrhundert sank ihr Einfluss in verschiedenen Verwaltungsbereichen. Bis zum späten 18. Jahrhundert gab es Landvögte in der Uckermark, zuletzt parallel zu den Landesdirektoren.

## Landvögte
Einige wurden im 15. Jahrhundert auch als Hauptmann der Ukerlande bezeichnet.
- Zacharias Kufstein, 1362 erwähnt[3]
- Hasso von Bredow, – 1438
- Nicolaus von Hahn, 1486 erwähnt
- Henning von Arnim der Ältere, 1486 erwähnt[4]
- Henning von Arnim der Jüngere und Bernd von Arnim, 1492–1497 erwähnt
- Christoph von Krummensee, 1507–1512 erwähnt
- Hans von Alvensleben, 1515–
- Hans von Arnim, 1534–1552
- Bernd von Arnim, 1584–nach 1598, wahrscheinlich bis 1611[5]
- Bernd von Arnim, 1654–1661
- (Joachim Ehrenreich?) von Arnim, 1665 erwähnt
- Georg Dietloff von Arnim, 1706– ; letzter Landvogt in Boitzenburg
- Vivizentz Otto von Eichstedt, 1733–1756, in Prenzlau[6]
- Christian von Berg, 1763–nach 1775, wahrscheinlich bis 1789, auf Gut Schönfeld, letzter bekannter Landvogt der Uckermark[7]